# Сикияз (Дуванский район)
Сикияз (баш. Һикәяҙ) — село в Дуванском районе Республики Башкортостан Российской Федерации. Административный центр Сикиязского сельсовета.

## География

### Географическое положение
Расстояние до:
- районного центра (Месягутово): 10 км,
- ближайшей ж/д станции (Сулея): км.

## История
В 1798 г. основаны села Месягутово, Сикияз, Сарты, Озеро, согласно договору, данному башкирами Тырнаклинской волости государственным крестьянам Красноуфимского уезда Пермской губернии.

«1798 года сентября 6 дня Оренбургской губернии Уфимской и Троицкой округ Тырнаклинской волости нижеподписавшиеся старшины, помощники и всей нашей волости знатныя и рядовыя мирския люди дали сию расписку Пермской губернии разных округ (т. е. уездов) и волостей жительствующим Оренбургской губернии Уфимской округи в новозаселенных четырех деревнях, называемых Краснопольской (т. е. Озерской, впоследствии просто Озеро), Сикияз, Масагутовской и Сартовой, государственным крестьянам сотнику Ефтихею Трапезникову, выборному Алексею Попову, поверенному Савину Михляеву с мирскими людьми в том, что как прежде, так и ныне по миролюбному нашему с обеих сторон договору отдали мы, башкирцы, им, крестьянам, под жительство их под кортом в вечное заселение земли длиннку по реке Аю двадцать пять, а поперег(к) двадцать верст со всеми пахотными, сенокосными, лесными и водяными угодьями. За оную землю взяли с них, крестьян, денег прежде сего четыреста рублей до сего сентября 6-го числа двести рублей. Жить им, крестьянам, сенокошение производить и всеми угодьями довольствоваться, а нам с ними сор, драк и притеснениев им, крестьянам, не чинить ни по каким присутственным местам не просить, в чем и подписуемся: Абдул Чукраков, Галин Абдуллин, Нигматулла Ибрагимов, Емантай Балыкчин, Абдулмезит Сафаров, Кулбеит Султавов, Рахматулла Аксанов, Явул и Халит Ибраевы, Таир Тимяшев, Сейфулла Сараев, Абдулхаир Югуслянов».

## Население
| 2002 | 2010 |
| ---- | ---- |
| 773  | →773 |